# Коржівка (Гайсинський район)
Ко́ржівка — село в Україні, у Гайсинському районі Вінницької області. Населення становить 253 особи.